# Peter McLaren
Peter McLaren (Toronto, 2 d'agost de 1948) és un dels professors més considerables al món de l'educació i ha exercit importants càrrecs en diverses universitats dels Estats Units, el Canadà, la Xina, entre d'altres. Actualment exerceix com a docent d'Estudis Crítics a la Universitat de Chapman, Los Angeles, EUA, tot i que també ha treballat en diverses institucions importants com la Universitat de Brock, la Universitat de Miami i el Centre d'Educació i Estudis Cultural.
És conegut per l'originalitat del seu estil literari on es veu reflectida la seva contraposició al capitalisme (especialment al neoliberalisme) i ha arribat a escriure i a editar més de 45 llibres i més de cent articles i capítols acadèmics. Per aquest motiu, ha tingut una gran rellevància en l'àmbit educatiu.
També és conegut per ser considerat un dels fundadors més importants de la pedagogia crítica en la recerca del coneixement, influenciat pel seu mestre Paulo Freire.
McLaren prové d'una família canadenca: Frances Teresa McLaren (mare) i Lawrence McLaren (pare), la qual va pertànyer a la classe treballadora fins que Lawrence McLaren va tornar de la batalla de la Segona Guerra Mundial i es va posar a vendre televisors. Anys més tard es va acabar convertint en el director de Philips Electronics.

## Biografia

### Primers anys
Durant la seva etapa de joventut, Peter McLaren era un apassionat de la lectura de filosofia, poesia, literatura general i teories socials, i sentia admiració pel poeta i escriptor Wiliam Morris.
Abans de complir els 20 anys, McLaren va viatjar als Estats Units i va viure a San Francisco i Los Angeles, on va participar en diverses protestes i moviments socials.
Va començar a escriure poemes i contes després de conèixer a persones influents en el món de l'escriptura.

### Estudis universitaris
Peter McLaren va estudiar Literatura Anglesa a la Universitat de Waterloo (Canadà) i es va graduar l'any 1973. Altrament, es va llicenciar en Educació a la Facultat d'Educació de la Universitat de Toronto. Més tard, es va doctorar en Educació a la mateixa universitat, ubicada a Ontario.
En aquesta última institució va realitzar una recerca de coneixement del treball de l'antropòleg Victor Turner, on es van exposar teories de la dramatúrgia i antropologia.
Es poden conèixer més aspectes de la seva vida acadèmica al llibre electrònic anomenat 'THIS FIST CALLED MY HEART: THE PETER MCLAREN READER, VOL 1 Critical Pedagogy as Revolutionary Practice (An Interview)'.

### Carrera com a docent
McLaren va donar classes a una escola de primària i secundària durant cinc anys. Aquests cinc anys li van servir d'experiència per escriure un llibre amb el qual va aconseguir un gran èxit: Cries from the corridor.
Uns anys més tard, va començar a treballar a la Universitat de Brock; institució en la qual va impartir classes com a professor d'Educació Especial i on també va especialitzar-se en Educació Urbana i Arts del Llenguatge (1983).
L'any 1985 va deixar el Canadà per mudar-se als Estats Units, on va començar a impartir classes a la Universitat de Miami durant vuit anys, període en el qual va conèixer a Henry Giroux i va viure en primera persona els indicis de la Pedagogia Crítica a l'Amèrica del Nord.
McLaren va actuar com a Director del Centre per a l'Educació i Estudis Culturals a la Universitat de Miami. Posteriorment, la Universitat de Califòrnia, l'any 1993, li van sol·licitar que treballés com a professor en Educació Urbana.

### Doctorats Honoris Causa
Peter McLaren va rebre un doctorat honoris causa de la Universitat de Lapònia (Finlàndia), l'any 2004; de la Universitat del Salvador (Buenos Aires), l'any 2010 i, de la Universitat Nacional de Chilecito (La Rioja) a Argentina.

## Aportacions a l'educació

### Primers treballs
Peter McLaren va involucrar-se en nombrosos projectes crítics per poder investigar la formació de la identitat en les escoles d'una societat neoliberal.
La seva tasca principal, amb el suport de professors i estudiants, va ser realitzar una anàlisi sobre com es produeixen els significats que poden transmetre els textos escolars, descobrint també els seus significats polítics i ideològics.
Dins dels seus propòsits també hi era la creació d'una lectura alternativa i noves propostes pedagògiques, a banda de la pedagogia crítica.

### Pedagogia crítica
Com ja s'ha esmentat anteriorment, Peter McLaren és un dels creadors de la pedagogia crítica. Altrament, desenvolupa una política sobre la vida quotidiana, tant d'alumnes com de professors, vinculada a estructures econòmiques, culturals, institucionals i socials.
A més a més, McLaren va desenvolupar aquesta filosofia per intentar analitzar la possibilitat que ocorregués una transformació de la vida de la societat, tant individualment com personalment i, d'aquesta manera, entendre el desenvolupament de les relacions de poder a les aules.
La pedagogia crítica recull les propostes més avançades en el camp de la sociologia marxista, els estudis de gènere, el multiculturalisme, la teologia de l'alliberació, la filosofia postmoderna, el pensament complex, les pedagogies llibertàries, la psicologia profunda, els moviments ecologistes, l'educació popular i l'altermundisme.

#### La importància de la teoria
L'educador crític aprova teories que són dialèctiques, és a dir, teories que reconeixen els problemes de la societat com alguna cosa més que simples fets aïllats dels individus o deficiències a l'estructura social.
La teoria dialèctica intenta rebutjar les històries i les relacions dels significats i aparences acceptades, traçant interaccions des del context a la part, des del sistema intern al fet. D'aquesta manera, la teoria crítica ens ajuda a enfocar simultàniament els dos aspectes d'una contradicció social.
La naturalesa dialèctica de la teoria crítica habilita a l'investigador de l'educació per veure que l'escola no és un lloc d'adoctrinament, socialització o instrucció, sinó també un terreny cultural que promou l'afirmació de l'estudiant i la seva auto transformació.

#### La pedagogia crítica i la construcció social del coneixement
Els teòrics de l'educació crítica veuen el coneixement escolar històricament i socialment arrelat i limitat per interessos. Segons Peter McLaren, el coneixement adquirit a l'escola (o en qualsevol altre lloc) mai és neutral ni objectiu, sinó que està ordenat i estructurat en formes particulars.
Quan els teòrics crítics afirmen que el coneixement està socialment construït, es refereixen al fet que és producte del consentiment dels individus que viuen relacions socials particulars (per exemple: de classe, de raça o de gènere) i que viuen en conjuntures particulars en el temps.
Sostenir que el coneixement està socialment construït, en general, significa que el món en el qual vivim és construït simbòlicament per la ment a la interacció social amb els altres i que és dependent de la cultura, del context, dels costums i de la història.

#### La pedagogia crítica i les relacions entre el poder i el coneixement
La pedagogia crítica està fonamentalment interessada en la comprensió de la relació entre el poder i el coneixement. Els programes de l'escola formal dominants separen el coneixement de la qüestió del poder i el tracten en una forma passiva i tècnica; el coneixement és vist en termes instrumentals com alguna cosa per a ser dominat. Aquest coneixement és sempre una construcció ideològica vinculada a interessos particulars i les relacions socials generalment reben poca atenció en els programes educatius.
El treball del filòsof francès Michel Foucault és crucial per a entendre la naturalesa socialment construïda de la veritat i la seva inserció en les relacions entre coneixement i poder. El concepte de Foucault de "poder i coneixement" estén la noció més enllà del seu ús convencional entre filòsofs i teòrics socials els qui, com John Dewey, han entès el poder com "la suma de condicions disponibles per a aconseguir la fi desitjable”. Per a Foucault, el poder ve de tot arreu, de dalt i de baix; “està sempre aquí” i està implicat en les menors relacions de dominació i resistència.

#### La pedagogia crítica i el currículum
Des de la perspectiva dels teòrics crítics de l'educació, el currículum representa molt més que un programa d'estudi, un text escolar, o un resum d'un curs. Més aviat, representa la introducció a una forma particular de vida i serveix en part per a preparar els estudiants per a ocupar posicions dominants o subordinades en la societat. El currículum afavoreix certes formes de coneixement sobre unes altres i afirma els somnis, desitjos i valors de grups selectes d'estudiants sobre altres grups i sovint discrimina a partir de la raça, la classe i el gènere. En general, els teòrics crítics estan interessats en com les descripcions, discussions i representacions en els llibres de text, materials curriculars, continguts de cursos i relacions socials materialitzades en la pràctica en els espais formatius, beneficien als grups dominants i exclouen als subordinats. En aquest context, sovint es refereixen al currículum ocult.

#### La pedagogia crítica i la reproducció social
Els educadors crítics es qüestionen de quina manera les escoles ajuden a transmetre les posicions d'estatus i de classe de la societat. Alguns dels principals mecanismes de reproducció social inclouen la col·locació dels estudiants dins d'escoles privades o públiques, la composició socioeconòmica de les comunitats dins de l'escola i la ubicació dels estudiants a les escoles. Alguns teòrics coneguts com els teòrics de la correspondència, han intentat mostrar com les escoles reflecteixen les desigualtats de l'ordre social.
En un famós estudi fet per Bowles i Gintis (1976), els autors sostenen, en termes determinats, que hi ha una correspondència relativament simple entre l'escola, la classe, la família i les desigualtats socials, Bowles i Gintis asseguren que els fills de pares amb una posició superior aconsegueixen amb més freqüència un estatus socioeconòmic superior, mentre que els fills de pares amb posicions més baixes adquireixen una corresponent posició socioeconòmica baixa. La reproducció social, a mesura que es revela, és més que simplement una qüestió de posició econòmica i de classe: implica factors socials, culturals i lingüístics.
Això porta al debat als teòrics del conflicte o de la resistència, tals com Henry Giroux i Paul Willis, els qui posen significativament més atenció en l'autonomia parcial de la cultura a l'escola i al paper del conflicte i la contradicció dins del mateix procés reproductiu.

### La fundació McLaren
L'any 2005, un grup d'acadèmics i activistes del nord de Mèxic van establir La Fundació McLaren de Pedagogia Crítica per desenvolupar el coneixement del treball de McLaren en tot Mèxic i promoure projectes de pedagogia crítica i educació popular.
Aquesta institució té com a propòsit central generar i difondre el pensament crític, així com formar grups acadèmics compromesos amb la transformació social.
El 15 de setembre de 2006 es va inaugurar la Càtedra Peter McLaren a la Universitat Bolivariana de Veneçuela.

### Altres aportacions
McLaren ha estat considerat com una figura important per a l'àmbit educatiu gràcies a les seves aportacions textuals sobre l'alfabetització crítica, la sociologia de l'educació, els estudis culturals, l'etnografia crítica i la teoria marxista.
Es coneixen més de 45 llibres, centenars d'articles i documents acadèmics, dels quals, Peter McLaren és l'autor i editor. Aquests han estat traduïts en diversos idiomes.
Una de les seves publicacions més importants va ser el llibre L'escolarització com un rendiment ritual, junt amb Cries from the Corridor, el qual va ser un text on va plasmar les seves experiències d'ensenyament i va ser un dels 10 llibres més venuts al Canadà l'any 1980, on també va sorgir un debat sobre algunes institucions educatives i els seus principis.
Les contribucions en l'educació de McLaren van ser tan importants que, a un dels edificis de l'Escola Normal Superior de Neiva (Colòmbia), es va atribuir el nom de Peter McLaren.

### Alfabetització crítica
L'alfabetització crítica ha sigut una de les aportacions a l'educació de Peter McLaren, influenciada pel pedagog Paulo Freire (1921-1997).
Freire va plantejar el procés educatiu com una acció cultural, imprescindible per al canvi social d'una societat formada per homes i dones lliures, una acció pedagògica i política la qual residia en l'alfabetització crítica de pobles silenciats per estructures de dominació social, econòmica i cultural.
En alguns països (com per exemple Brasil) amb un elevat analfabetisme fruit del llarg període dictatorial que va sofrir el país fins a l'any 1946, tan sols els ciutadans que sabien llegir i/o escriure podien votar. D'aquesta manera, tenint en compte que era urgent un canvi d'alfabetització generalitzat, Freire va plantejar una educació en la qual l'experiència teòrica o escoltar, dialogués amb l'experiència sensorial i immediata de la vida quotidiana.

### Teoria marxista
Peter McLaren s'ajuda dels escrits de Karl Marx i altres especialistes marxistes contemporanis per tal d'analitzar l'actual crisi del capitalisme i, d'aquesta manera, intentar comprendre la història de l'educació i les tendències educatives a escala mundial. L'autor intenta conscienciar de la complexitat de les jerarquies de gènere, sexe i classe dins dels processos globals geopolítics, geo-culturals i geo-econòmics del sistema.
Segons McLaren, l'educació és un subsector de l'economia, sent una de les més grans indústries del mercat, la qual es troba controlada per administratius, banques i especuladors.
Utilitzant conceptes de la teoria marxista de Nikos Pulandzàs, s'interpreten canvis socials produïts des de l'entrada dels governs neoliberals i les seves reformes. Aquests canvis son clau per entendre com funciona el neoliberalisme.
Segons Marx, el procés de transició al socialisme implica una dinàmica de lluita entre la lògica democràtica de la planificació i la llei del valor. Un procés durant el qual el mercat, òbviament, continuarà funcionant. La transició al socialisme és necessàriament una problemàtica d'articulació entre planificació democràtica i mercat. Tota temptativa d'eliminar el mercat per decret, o intentar autoritàriament destruir-lo, ha portat conseqüències catastròfiques per a les societats que van pretendre fer-ho. Existeixen moltíssimes experiències que així ho demostren. Es tracta efectivament de controlar el mercat, de socialitzar-lo en un procés de transició històrica entre el capitalisme i el socialisme.

## Llibres
Dels més de 45 llibres que es coneixen, creats i editats per Peter McLaren, els més coneguts publicats en espanyol són els següents: 
- (amb Henry Giroux), Sociedad, cultura y escuela. Universidad Nacional Autónoma de México, 1988
- Pedagogía crítica y posmodernidad. Universidad Pedagógica Veracruzana y Secretaría de Educación, Xalapa, México, monografía, agosto 1992.
- Hacia una pedagogía crítica de la formación de la identidad posmoderna. Monografía. Facultad de Ciencias de la Educación Universidad Nacional de Entre Ríos, 1993.
- Pedagogía crítica, resistencia cultural y la producción del deseo. Buenos Aires, Argentina: Institute for Action Research, 1994.
- La vida en las escuelas: Una introducción a la pedagogía crítica en los fundamentos de la educación. México: Siglo XXI Editores, 1994.
- Enseñando en Contra del Capitalismo y el Nuevo Imperialismo: Una Pedagogía Crítica, 1995.
- La escuela como un performance ritual: Hacia una economía política de los símbolos y gestos educativos. México: Siglo XXI Editores, 1995.
- Multiculturalismo Revolucionario. Pedagogías de disensión para el nuevo milenio, 1997.
- Pedagogía crítica y cultura depredadora. Paidos. Barcelona, Buenos Aires, México, 1997.
- Pedagogía, poder e identidad. Homo Sapiens: Argentina, 1999.
- Che Guevara, Paulo Freire y la Pedagogía de la Revolución, 2000.
- La Pedagogía del Che Guevara. Universidad Pedagógica Nacional, San Luis Potosí, México, 2001.
- Marxismo Contra Postmodernismo en la Teoría Educativa, 2002.
- Seminarios Rojos: Excursiones Radicales dentro de la Teoría Educativa, la Política Cultural y la Pedagogía, 2005.
- Teorías Críticas, Pedagogías Radicales y Conflictos Globales, 2005.
- Capitalistas y Conquistadores: La Pedagogía Crítica Contra el Imperio, 2005.